# ハリントン・エイベル彗星
ハリントン・エイベル彗星(英語: 52P/Harrington-Abell)は、1955年3月22日にRobert George Harrington（英語版）とジョージ・エイベルが発見した太陽系の周期彗星である。パロマー天文台の口径122cmのサミュエルオシン望遠鏡で行われたパロマー天文台スカイサーベイで発見された。
発見以来、すべての回帰において観測されており、その公転周期は約7年である。公転周期は発見当初は7.2年であったが、1974年に木星に0.37 auまで接近して軌道が変化したため7.6年に変わっている。
1999年の回帰では1998年7月21日にフランスの天文学者、アラン・モーリーが再確認した。その際には21 - 22等だと予想していたが、実際の見かけの等級は12.2であった。翌日になると10.9 - 11.8等であるという観測データが寄せられた。このような急激な増光はアウトバーストと呼ばれる。その後、3月終わりになると12等級より暗くなっていった。